# Tarphyscelis
Tarphyscelis is een geslacht van vlinders van de familie stippelmotten (Yponomeutidae).

## Soorten
- T. cirrhozona Edward Meyrick, 1921
- T. palaeota Edward Meyrick, 1913